# جو غريني
جو غريني (بالإنجليزية: Joe Greene)‏ هو لاعب كرة قدم أمريكية وممثل أمريكي، ولد في 24 سبتمبر 1946 في الولايات المتحدة. من الجوائز التي نالها جائزة رجل السنة لوالتر بايتون ‏ سنة 1979 وقاعة مشاهير محترفي كرة القدم وAP NFL Defensive Player of the Year ‏ سنة 1972 وAP NFL Defensive Player of the Year ‏ سنة 1974.

## جوائز
- جائزة رجل السنة لوالتر بايتون [الإنجليزية]‏ (1979)
- قاعة مشاهير محترفي كرة القدم
- AP NFL Defensive Player of the Year [الإنجليزية]‏ (1972)
- AP NFL Defensive Player of the Year [الإنجليزية]‏ (1974)

## وصلات خارجية
- جو غريني على موقع مرجع كرة القدم المحترفة.كوم (الإنجليزية)

- جو غريني على موقع IMDb (الإنجليزية)
- جو غريني على موقع الموسوعة البريطانية (الإنجليزية)
- جو غريني على موقع إن إن دي بي (الإنجليزية)
- جو غريني على موقع قاعدة بيانات الفيلم (الإنجليزية)